# (10367) Sayo
(10367) Sayo (1994 YL1) – planetoida z pasa głównego asteroid okrążająca Słońce w ciągu 3,6 lat w średniej odległości 2,35 j.a. Odkryta 31 grudnia 1994 roku.